# Celtigel
La société Celtigel a été fondé par Noël Le Graët en décembre 1986.
Celtigel est un des leaders français de la fabrication de plats cuisinés surgelés en France.
Le siège de l'entreprise est à Plélo, dans les Côtes-d'Armor. Elle emploie plus de 200 personnes,.

## Partenariats
De 2012 à 2016, la société est le sponsor principal sur le maillot de l'équipe de football professionnelle d'En Avant de Guingamp. Remplacée par Servagroupe, elle sponsorise de nouveau les maillots depuis janvier 2021.